# Greenhite
Greenhithe est une banlieue du North Shore dans la cité d’Auckland, située dans l’île du Nord en Nouvelle-Zélande.

## Municipalités limitrophes
.

## Population
Greenhithe avait une population de 4 170 habitants, lors du recensement de 2001 en Nouvelle-Zélande (en).
Elle a présenté une croissance importante sous l’action du conseil de la cité de North Shore (en) car c’est dans son ensemble une zone considérée en développement majeur.
En 2006, la population avait grimpé pour atteindre 6 390 habitants.
Alors que précédemment la section de base était un quartier d’un demi-acre, pour la nouvelle subdivision de Wainoni, nommée: «Admiral's Court», les terrains ont été réduits à environ 600 m2 (un arbre sur un quart d’acre donnant une ombre sur 1 000 m2). 

## Gouvernance
Ainsi depuis le 1er novembre 2010, Greenhithe est sous la gouvernance du Conseil d’Auckland.
Historiquement, Greenhithe s’étendait de pont de Upper Harbour (en) jusqu’à Wainoni Park au nord, mais de nouvelles subdivisions ont étendu les frontières urbaines jusqu’à Greenhithe North, comprenant la partie nord de Kyle Rd et Schnapper Rock. 
Jusqu’à la proposition de construire un pont pour rejoindre les deux secteurs de Kyle Rd, ces zones étaient habituellement rattachée à la commune d’affiliation d’Albany.
Greenhithe est bordée par Lucas Creek au nord et Hellyers Creek au sud. 
Transit NZ (en) y a construit l’ autoroute de Upper Harbour (en), passant à travers la banlieue de Greenhithe, qui fut terminée à la fin de 2007.

## Éducation
- L’école «Greenhithe School» est une école primaire mixte allant de l’année 1 à 6, avec un taux de décile de 10 et un effectif de 483 élèves [2]. L’école a ouvert sous forme d’une petite école rurale [3]  en 1893[4] et a maintenant accueille de 520 à 600 élèves [3].